# Durant Motors
Durant Motors fut une firme automobile créée par William Crapo Durant en 1921 à la suite de son éviction de General Motors afin de concurrencer les marques GM qu'il connaissait bien. La société produisit plusieurs marques de voitures pendant dix ans. La Grande Dépression de 1929 n'a pas aidé à la maintenir.

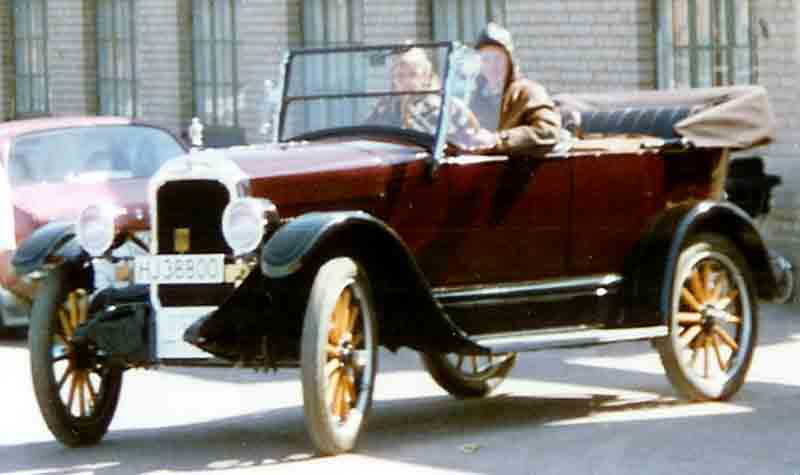
Modèle Star F Touring 1924

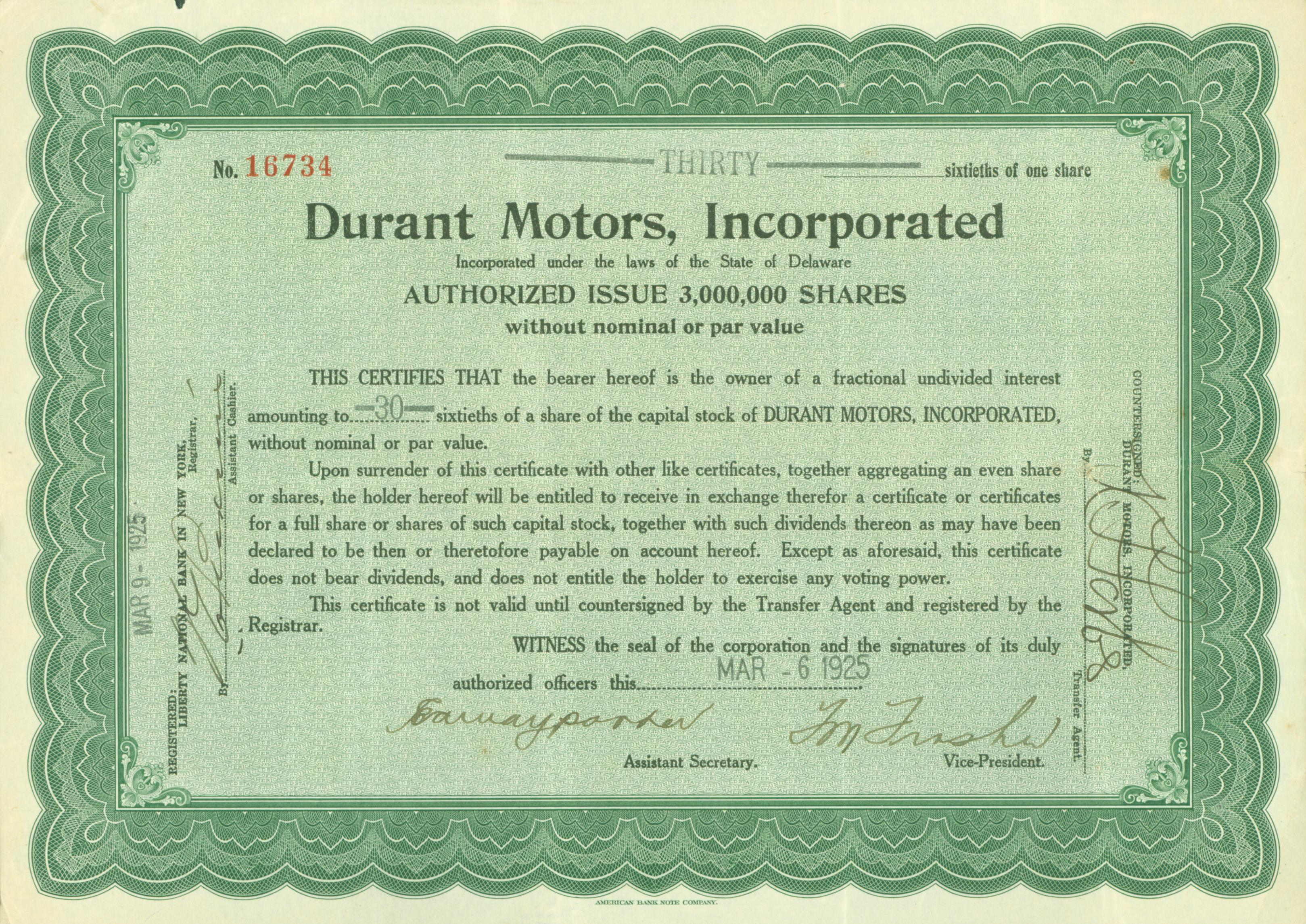
Action de la Durant Motors, Inc. en date du 6 mars 1925

## Relations d'entreprise
Durant Motors tenta d'être un producteur de voitures automobiles et créa les marques Flint (en), Durant, et Star, conçues pour répondre aux gammes de prix des Buick, Oldsmobile, Oakland, et Chevrolet. Billy Durant a également acquis le constructeur de véhicules de luxe Locomobile de Bridgeport, dans le Connecticut, à sa liquidation en 1922; en théorie, Locomobile lui apportait un produit capable de concurrencer les Cadillac, Rolls Royce et Pierce-Arrow. Durant Motors est en relation avec les marques automobiles Dort (en), Frontenac et De Vaux (en). Rugby (en) était le nom d'exportation pour les Star de Durant. Cependant, entre 1928 et 1931, Durant commercialisa des camions sur les marchés Américains et Canadiens sous la marque Rugby Trucks. La Princeton, un modèle se situant dans les prix des Packard et Cadillac fut prévue, mais jamais réalisée. La marque Eagle fut également prévue mais ne dépassa jamais le stade des planches à dessin.

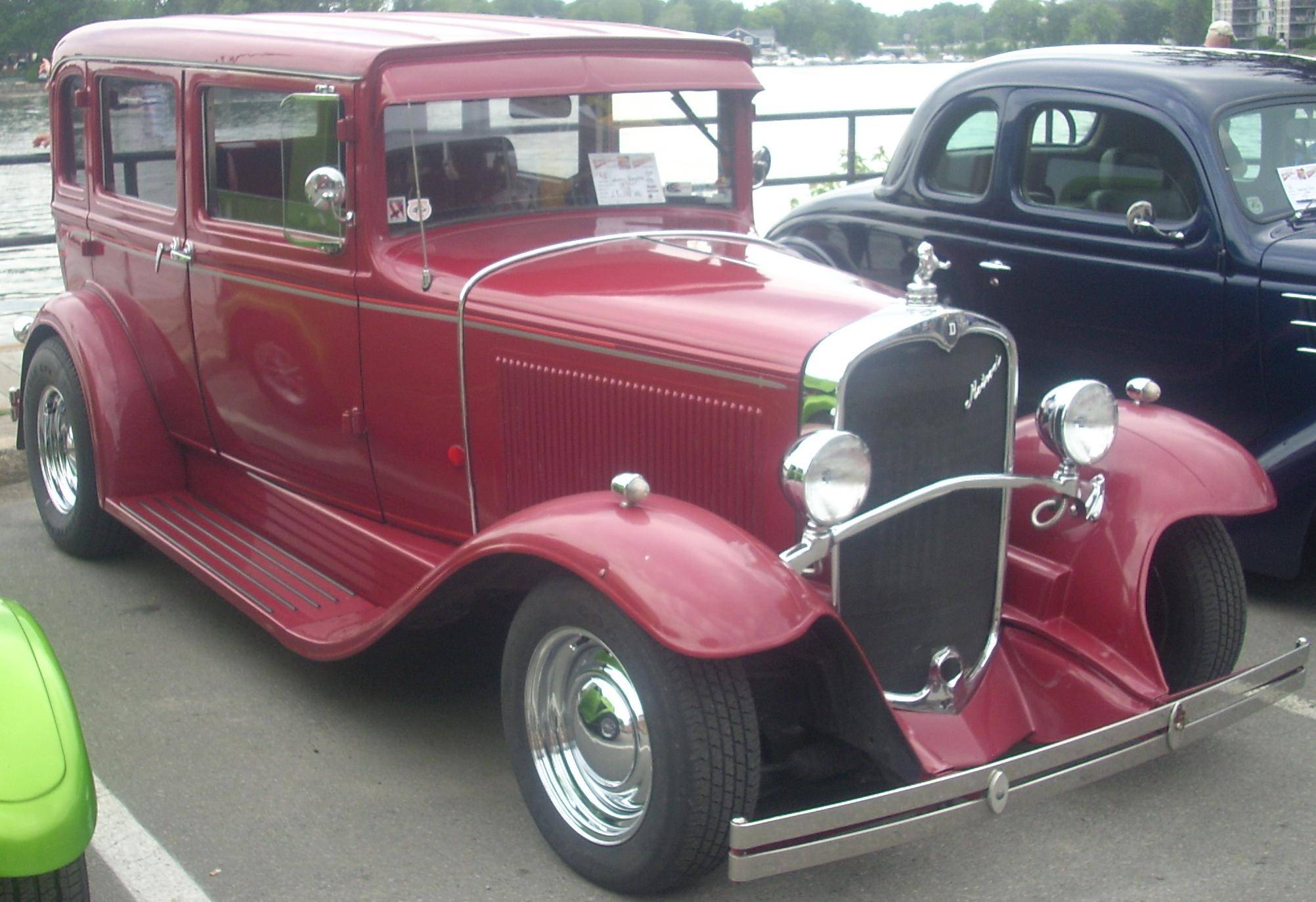
1928 Durant

## La Production
Durant co-fonda une filiale chargée de fabriquer des camions, Mason Trucks, et a également acquis de nombreuses entreprises connexes pour compléter Durant Motors. En 1927 la ligne de production Durant fut fermée pour être rééquipée afin de produire de nouveaux modèles de voiture modernisés en 1928, la réouverture produisant les marques Durant, Locomobile et Rugby, en abandonnant les camions Mason Trucks et les voitures Flint, réalisant les meilleures ventes de voitures Star en avril 1928. En 1929, Locomobile sortit de la production.
Durant Motors connut initialement une réussite basée sur les antécédents de Billy Durant à la General Motors, où il réunit les marques indépendantes Chevrolet, Oakland, Oldsmobile, Buick et Cadillac. Toutefois, lorsque les ventes ne parvinrent pas à atteindre des volumes suffisants pour maintenir Durant Motors holdings à flot, la société financière commença à perdre pied. En conséquence, Durant Motors perdit des parts de marché et des revendeurs. Les derniers modèles de la marque Durant sortirent de la ligne d'assemblage de Lansing en août 1931, mais a continué au Canada en 1932 sous le nom Dominion Motors, qui produisait également la marque Frontenac.

## Histoire ultérieure

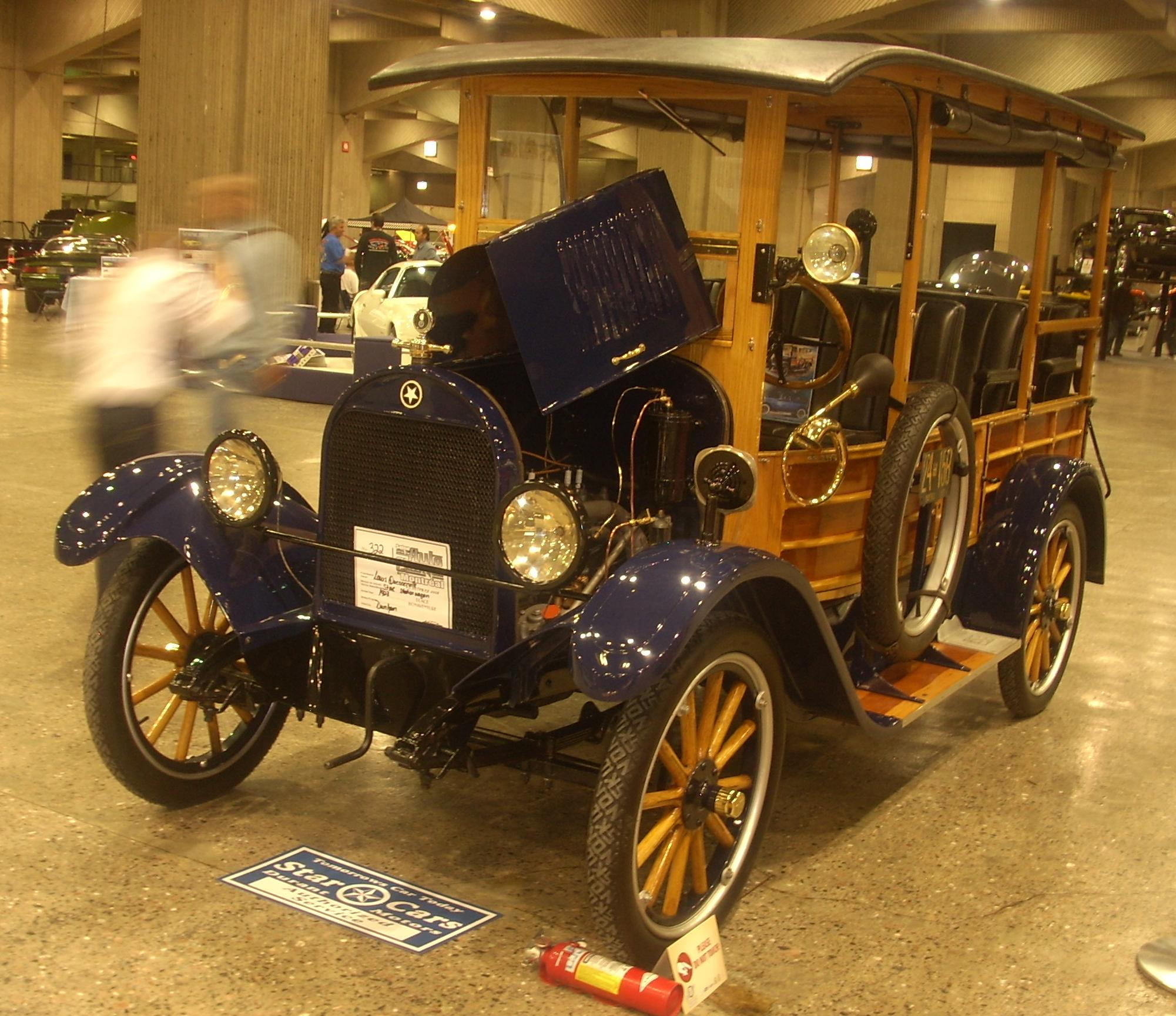
Modèle Star Four C Station Wagon 1923

L'usine Durant de Lansing, Michigan sur Verlinden Avenue ouvrit en 1920. Après la disparition de Durant, elle resta fermée jusqu'à ce que GM la rachète en 1935 pour redémarrer la production de la division de GM Fisher Body, devenue par la suite l'usine Buick-Oldsmobile-Cadillac. Enfin, elle fut combinée avec une autre usine de Lansing pour devenir la Lansing Car Assembly (en). Cette usine a été fermée le 6 mai 2005.
L'usine Durant de Flint, Michigan, fut achetée par la Fisher Body Division de General Motors, et construisit principalement des carrosseries Buick jusqu'à sa fermeture en 1987.
L'usine Durant d'Oakland, Californie, devint un entrepôt de pièces détachées Général Motors. Une partie de l'usine survit aujourd'hui comme centre commercial.
L'ancienne usine Durant d'Elizabeth, New Jersey, abrita l'un des premiers supermarchés dans les années 1930, puis fut utilisée comme boulangerie de biscuits par Burry Biscuits (en) pendant de nombreuses années. Elle était utilisée comme entrepôt lorsqu'elle fut détruite par un incendie en décembre 2011.
Billy Durant est mort presque démuni à l'âge de 85 ans, en 1947, la même année qu'Henry Ford, âgé lui de 83 ans.

## Voir aussi

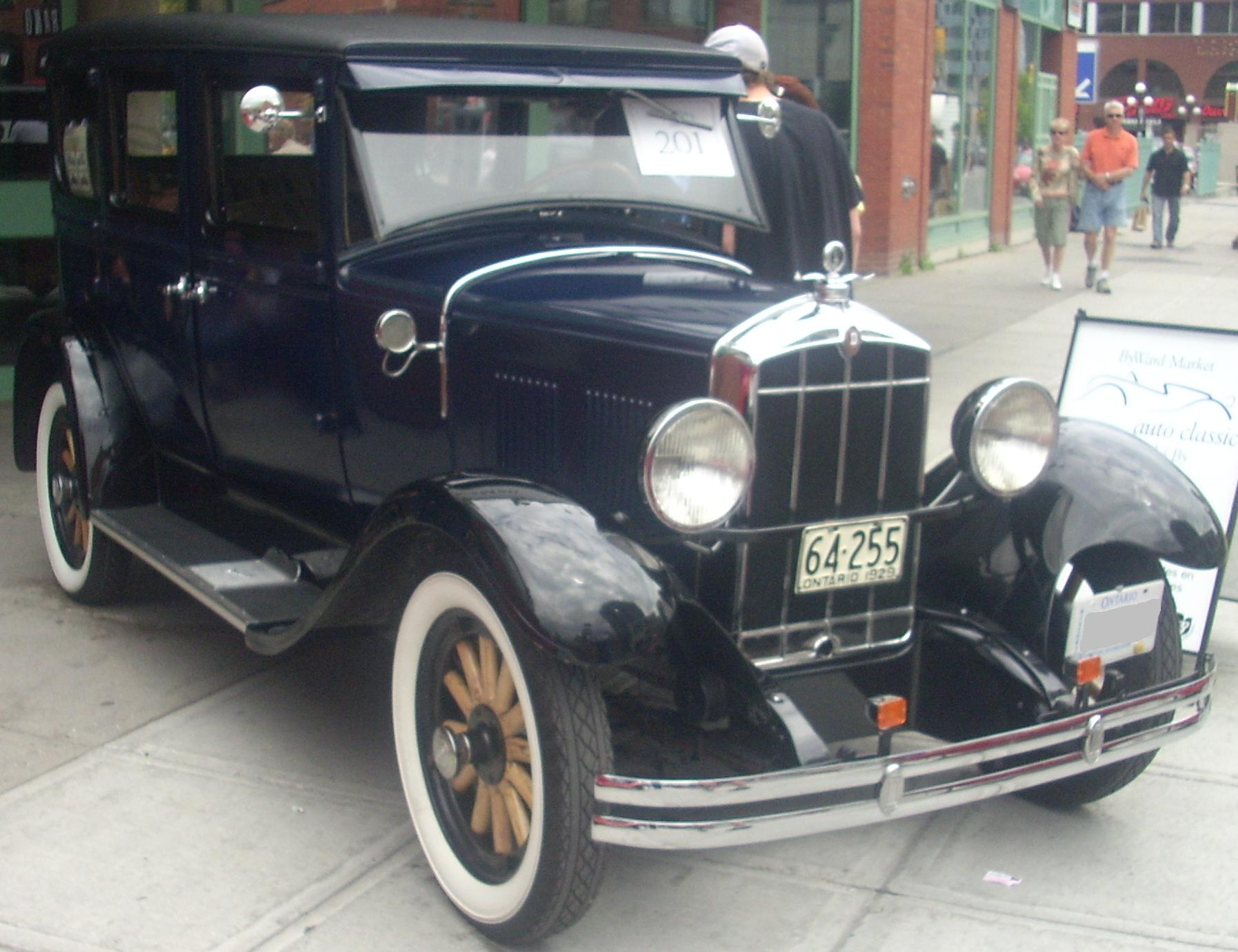
1929 Berline Durant